# Küzdők
Küzdők è un cortometraggio d'animazione ungherese del 1977, diretto da Marcell Jankovics.
Il film vinse la Palme d'or du court métrage al Festival di Cannes 1977.

## Trama
Uno scultore scolpisce una statua, che scolpisce a sua volta lo stesso scultore.

## Riconoscimenti
- 1977 – Festival di Cannes
  - Palme d'or du court métrage